# Campionato europeo maschile di pallacanestro Under-18 1964
Il 1º Campionato europeo di pallacanestro maschile Under-18 (noto anche come FIBA Europe Under-18 Championship 1964) si è svolto in Italia, presso Napoli, dal 1º al 5 aprile 1964.

## Squadre partecipanti
- Bulgaria
- Cecoslovacchia
- Francia
- Italia

- Jugoslavia
- Polonia
- Spagna
- Unione Sovietica

## Primo turno
Le squadre sono divise in 2 gruppi da 4 squadre, con gironi all'italiana. Le prime due si qualificano per la fase successiva ad eliminazione diretta, mentre le ultime giocano per il 5-8 posto.

### Gruppo A
| Pos | Squadra          | G | V | P | PF  | PS  | DP  | Pt | Risultato                   |
| --- | ---------------- | - | - | - | --- | --- | --- | -- | --------------------------- |
| 1   | Unione Sovietica | 3 | 3 | 0 | 222 | 134 | +88 | 6  | Qualificate alle semifinali |
| 2   | Francia          | 3 | 2 | 1 | 139 | 154 | −15 | 5  | Qualificate alle semifinali |
| 3   | Jugoslavia       | 3 | 1 | 2 | 172 | 171 | +1  | 4  |                             |
| 4   | Spagna           | 3 | 0 | 3 | 127 | 201 | −74 | 3  |                             |

| Giorno    | Orario | Squadra 1        | Risultato | Squadra 2  |
| --------- | ------ | ---------------- | --------- | ---------- |
| 1º aprile | 16:00  | Jugoslavia       | 63 - 46   | Spagna     |
| 1º aprile | 21:30  | Unione Sovietica | 63 - 35   | Francia    |
| 2 aprile  | 17:30  | Unione Sovietica | 90 - 42   | Spagna     |
| 2 aprile  | 20:00  | Francia          | 56 - 52   | Jugoslavia |
| 3 aprile  | 16:00  | Spagna           | 39 - 48   | Francia    |
| 3 aprile  | 20:00  | Unione Sovietica | 69 - 57   | Jugoslavia |

### Gruppo B
| Pos | Squadra        | G | V | P | PF  | PS  | DP  | Pt | Risultato                   |
| --- | -------------- | - | - | - | --- | --- | --- | -- | --------------------------- |
| 1   | Bulgaria       | 3 | 3 | 0 | 177 | 161 | +16 | 6  | Qualificate alle semifinali |
| 2   | Italia (H)     | 3 | 2 | 1 | 166 | 156 | +10 | 5  | Qualificate alle semifinali |
| 3   | Cecoslovacchia | 3 | 1 | 2 | 170 | 170 | 0   | 4  |                             |
| 4   | Polonia        | 3 | 0 | 3 | 155 | 181 | −26 | 3  |                             |

| Giorno    | Orario | Squadra 1      | Risultato | Squadra 2 |
| --------- | ------ | -------------- | --------- | --------- |
| 1º aprile | 17:30  | Cecoslovacchia | 57 - 60   | Bulgaria  |
| 1º aprile | 20:00  | Italia         | 59 - 48   | Polonia   |
| 2 aprile  | 16:00  | Cecoslovacchia | 61 - 52   | Polonia   |
| 2 aprile  | 21:30  | Bulgaria       | 56 - 49   | Italia    |
| 3 aprile  | 17:30  | Polonia        | 55 - 61   | Bulgaria  |
| 3 aprile  | 21:30  | Cecoslovacchia | 52 - 58   | Italia    |

## Fase a eliminazione diretta

### Fase 5º-8º posto
|  | Semifinali 5º/8º posto | Semifinali 5º/8º posto | Semifinali 5º/8º posto |                |         | Finale 5º/6º posto | Finale 5º/6º posto | Finale 5º/6º posto |  |
|  |                        |                        |                        |                |         |                    |                    |                    |  |
|  | Polonia                | Polonia                | 64                     |                |         |                    |                    |                    |  |
|  | Polonia                | Polonia                | 64                     |                |         |                    |                    |                    |  |
|  | Jugoslavia             | Jugoslavia             | 62                     |                |         |                    |                    |                    |  |
|  | Jugoslavia             | Jugoslavia             | 62                     |                | Polonia | Polonia            | 56                 |                    |  |
|  |                        |                        |                        |                | Polonia | Polonia            | 56                 |                    |  |
|  |                        |                        | Cecoslovacchia         | Cecoslovacchia | 59      |                    |                    |                    |  |
|  | Spagna                 | Spagna                 | Cecoslovacchia         | Cecoslovacchia | 59      | 54                 |                    |                    |  |
|  | Spagna                 | Spagna                 |                        |                |         | 54                 |                    |                    |  |
|  | Cecoslovacchia         | Cecoslovacchia         | 80                     |                |         | Finale 7º/8º posto | Finale 7º/8º posto | Finale 7º/8º posto |  |
|  | Cecoslovacchia         | Cecoslovacchia         | 80                     |                |         |                    |                    |                    |  |
|  |                        |                        |                        |                |         |                    |                    |                    |  |
|  |                        |                        |                        |                |         | Jugoslavia         | Jugoslavia         | 69                 |  |
|  |                        |                        |                        |                |         | Jugoslavia         | Jugoslavia         | 69                 |  |
|  |                        |                        |                        |                |         | Spagna             | Spagna             | 63                 |  |

#### Semifinali
| Arbitri: | Alexander Davidson Dino Nesti |

|                                        |       |                                   |
| Bračun 14 Škulić 10 Pavlović, Valčić 7 | Punti | 15 Novak 13 Zedzki 12 Michatowski |

| Arbitri: | Farzat Habache Henri Thome |

|                                                      |       |                                   |
| Pons 13 Á. Martínez 8 Álvarez, Garcia Tejon, Ramos 6 | Punti | 21 Pekárek 18 Zedníček 16 Hermann |

#### Finali
| Arbitri: | Dino Nesti Jan Klen |

|                               |       |                                       |
| Bračun 16 Valčić 12 Hočevar 9 | Punti | 18 J. Martínez 15 Pons 13 J. González |

| Arbitri: | Alexander Davidson Nikola Kolev |

|                                          |       |                                            |
| Fidorowicz 12 Michatowski 11 Cegiclski 9 | Punti | 13 Martinek 12 Jambor 11 Pekárek, Zedníček |

### Fase 1º-4º posto
|  | Semifinali 1º/4º posto | Semifinali 1º/4º posto | Semifinali 1º/4º posto |         |                  | Finale 1º/2º posto | Finale 1º/2º posto | Finale 1º/2º posto |  |
|  |                        |                        |                        |         |                  |                    |                    |                    |  |
|  | Unione Sovietica       | Unione Sovietica       | 78                     |         |                  |                    |                    |                    |  |
|  | Unione Sovietica       | Unione Sovietica       | 78                     |         |                  |                    |                    |                    |  |
|  | Italia                 | Italia                 | 54                     |         |                  |                    |                    |                    |  |
|  | Italia                 | Italia                 | 54                     |         | Unione Sovietica | Unione Sovietica   | 62                 |                    |  |
|  |                        |                        |                        |         | Unione Sovietica | Unione Sovietica   | 62                 |                    |  |
|  |                        |                        | Francia                | Francia | 41               |                    |                    |                    |  |
|  | Bulgaria               | Bulgaria               | Francia                | Francia | 41               | 48                 |                    |                    |  |
|  | Bulgaria               | Bulgaria               |                        |         |                  | 48                 |                    |                    |  |
|  | Francia                | Francia                | 54                     |         |                  | Finale 3º/4º posto | Finale 3º/4º posto | Finale 3º/4º posto |  |
|  | Francia                | Francia                | 54                     |         |                  |                    |                    |                    |  |
|  |                        |                        |                        |         |                  |                    |                    |                    |  |
|  |                        |                        |                        |         |                  | Italia             | Italia             | 73                 |  |
|  |                        |                        |                        |         |                  | Italia             | Italia             | 73                 |  |
|  |                        |                        |                        |         |                  | Bulgaria           | Bulgaria           | 72                 |  |

#### Semifinali
| Arbitri: | Theodor Schober Eduardo Aznar Anton |

|                                                   |       |                              |
| Paulauskas 26 Cramscoi, Salis 11 Sak'andelidze 10 | Punti | 16 Pulin 9 Jessi 8 Recalcati |

| Arbitri: | André Pythoud Marek Paszucha |

|                                          |       |                                          |
| Lespinasse 22 Galle 9 Crapet, Staelens 6 | Punti | 24 Brănzov 9 I. Kovatchev 5 Y. Kovatchev |

#### Finali
| Arbitri: | Kruno Brumen Henri Thome |

|                             |       |                                                 |
| Ossola 26 Jessi 12 Pulin 11 | Punti | 18 Brănzov 14 Kossev 8 H. Krastev, I. Kovatchev |

| Arbitri: | Eduardo Aznar Anton Marek Paszucha |

|                                                        |       |                                 |
| Paulauskas 14 Cramscoi, Saluchin 11 Nikolajev, Salis 8 | Punti | 11 Longueville 8 Ledent 6 Galle |

## Classifica finale
| Campione d'Europa | Campione d'Europa | Campione d'Europa |
| ----------------- | ----------------- | ----------------- |
| Unione Sovietica  |                   |                   |
| Argento           | Francia           |                   |
| Bronzo            | Italia            |                   |
| 4.                | Bulgaria          |                   |
| 5.                | Cecoslovacchia    |                   |
| 6.                | Polonia           |                   |
| 7.                | Jugoslavia        |                   |
| 8.                | Spagna            |                   |

Formazione Campione
Unione Sovietica
- 4 Vilis Legzdin
- 5 Anatoli Nikolajev
- 6 Aleksandar Zabelo
- 8 Aleksandar Reznicov
- 9 Vladimir Cramscoi
- 10 Modestas Paulauskas
- 11 Rimas Salis
- 12 Zurab Sak'andelidze
- 13 Ghenadi Strogalov
- 14 Vladimir Saluchin
- 15 Aleksandar Kovaliov

Formazione Secondo posto
Francia
- 4 Pierre Galle
- 5 Rene Guerin
- 6 Alain Crapet
- 7 Daniel Ledent
- 8 Charles Tassin
- 9 Gérard Capron
- 10 Cristian Petit
- 11 Guy Armatol
- 12 Gérard Lespinasse
- 13 Jean-Pierre Staelens
- 14 Joel Baudry
- 15 Michel Longueville

Formazione Terzo posto
Italia
- 4 Paolo Bergonzoni
- 5 Aldo Ossola
- 6 Paolo Galbiati
- 7 Rosario Bisesi
- 8 Gianluigi Jessi
- 9 Andrea Castronovo
- 10 Carlo Recalcati
- 11 Angelo Pulin
- 12 Giuliano Cepar
- 13 Roberto Gergati
- 14 Enrico Bovone
- 15 Franco Pozzecco

## Migliori marcatori
| Giocatore           | Punti totali | Punti media |
| ------------------- | ------------ | ----------- |
| Modestas Paulauskas | 106          | 21,2        |
| Bojčo Brănzov       | 89           | 17,8        |
| Pavel Pekárek       | 74           | 14,8        |
| Aldo Ossola         | 71           | 14,2        |
| Andrej Novak        | 60           | 12,0        |